# Defensa química

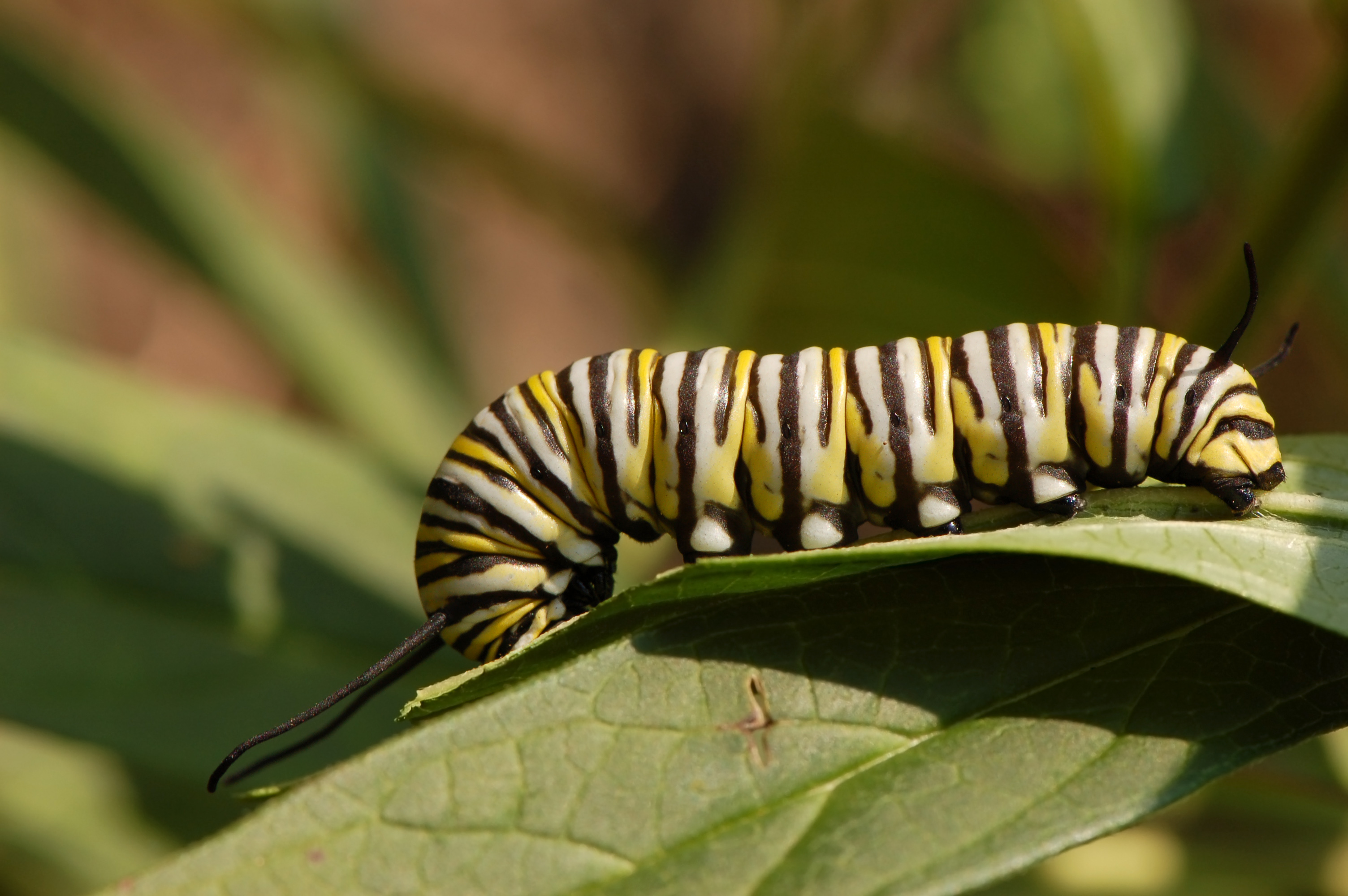
Oruga de mariposa monarca en planta de Asclepias.

Las defensas químicas son estrategias usadas por muchos organismos para evitar ser comidos. Consisten en la producción de metabolitos repelentes. La producción de productos químicos protectores ocurre en plantas, hongos y bacterias, que expulsan químicos para defenderse de los depredadores o incluso al momento de sentirse amenazados, así como en animales invertebrados y vertebrados. Es posible que algunos productos químicos desempeñen otras funciones además de ser defensivos. Pero en general se trata de metabolitos secundarios derivados de los metabolitos primarios que sirven funciones fisiológicas metabólicas. Los metabolitos secundarios producidos por las plantas son secuestrados por algunos herbívoros especialmente artrópodos que han desarrollado resistencia contra ellos y que los usan como defensas contra sus depredadores. A su vez, en ciertos casos son consumidos por vertebrados que también los usan como toxinas para su defensa, por ejemplo anfibios (batracotoxina), serpientes e incluso aves (Pitohui).

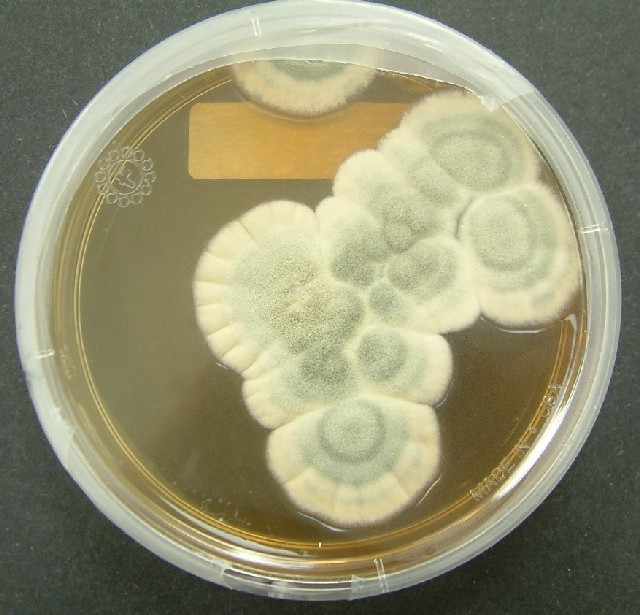
El hongo Penicillium chrysogenum produce penicilina que destruye bacterias. Oniichan.

=

## Animales

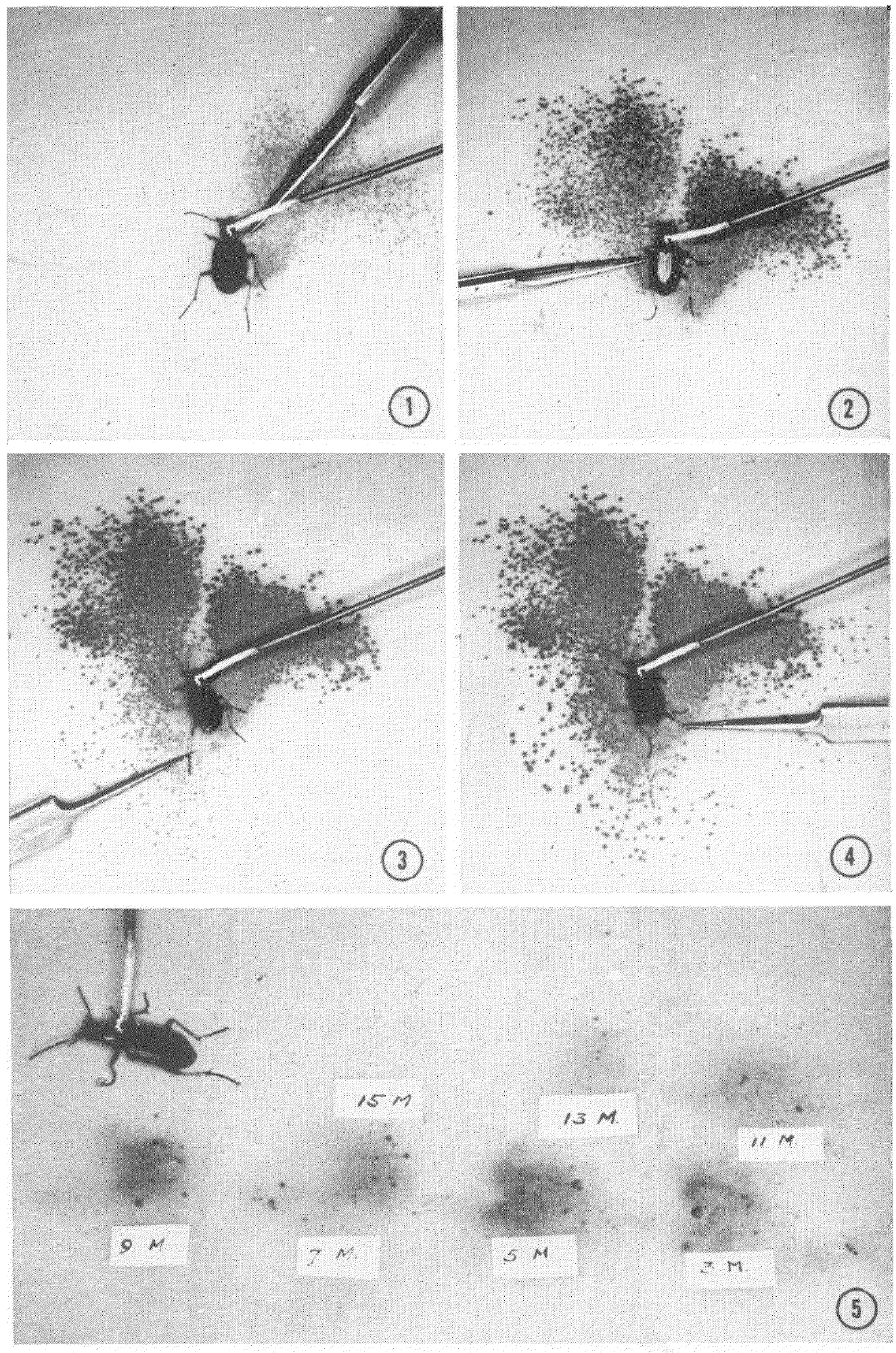
Serie de un experimento de Eisner y colegas estudiando la fumigación defensiva del "escarabajo bombardero". El papel está tratado con colorante que muestra el líquido (normalmente incoloro).

### Invertebrados
Muchos insectos tienen sabores desagradables para los depredadores y excretan compuestos tóxicos que causan enfermedad o muerte cuando ingeridos. Los metabolitos secundarios obtenidos de las plantas pueden ser secuestrados por los insectos y usados para producir sus propias toxinas. Uno de los ejemplos mejor conocidos es el de la mariposa monarca que obtiene sus toxinas de las plantas de Asclepias de las que se alimenta. Otros grupos de insectos que usan esta estrategia son escarabajos (Coleoptera), saltamontes (Orthoptera) y mariposa y polillas (Lepidoptera). Otros insectos sintetizan sus propias toxinas. Está en duda cual es la estrategia más económica, obtenerlos de otras fuentes o producirlos originalmente.
Las mariposas de la tribu Heliconiini (sub-familia Heliconiinae) se alimentan de plantas de pasiflora y secuestran moléculas tóxicas. En cambio, las polillas del género Zygaena (familia Zygaenidae) han desarrollado la capacidad de producir o sintetizar sustancias tóxicas. 
Algunos escarabajos secuestran metabolitos secundarios y los usan para su defensa, pero la mayoría sintetizan sus propias defensas de novo. Tienen estructuras especializadas para guardar estos productos y algunos los circulan en la hemolinfa y los emiten en un proceso llamado autohemorragia o sangría refleja.

### Vertebrados

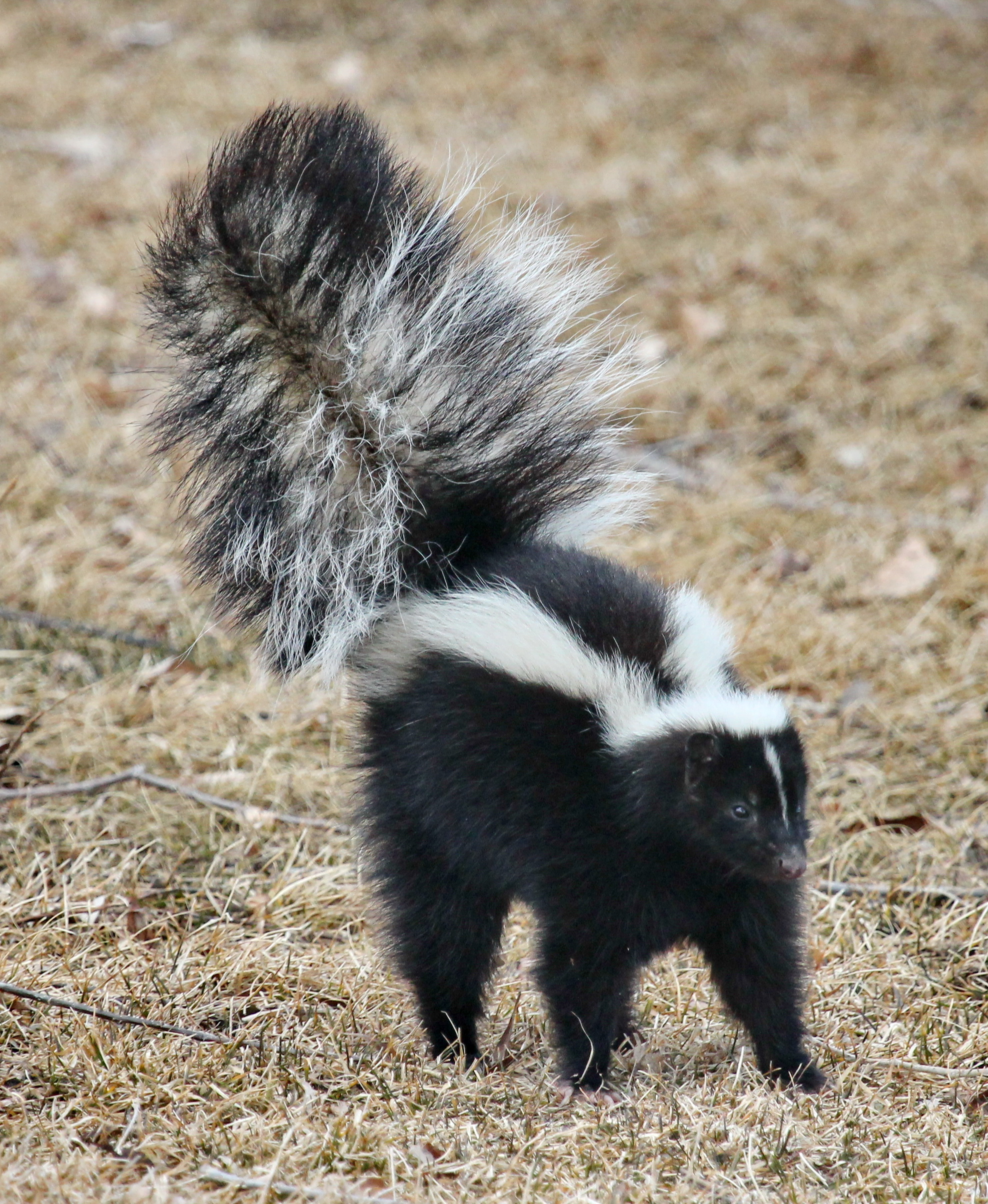
Zorrino (Mephitis mephitis) en pose defensiva con la cola erecta indicando que está por fumigar.

Ciertos vertebrados también sintetizan químicos defensivos o los secuestran de las plantas o presas de las que se alimentan. Se han observados compuestos secuestrados en ranas, en serpientes de la subfamilia Natricinae y dos géneros de aves, Pitohui e Ifrita. Se cree que algunos compuestos bien conocidos como batracotoxina y tetrodotoxina producidos por salamandras y peces globo (Tetraodontidae) provienen de sus presas invertrebadas.

#### Mamíferos
Algunos mamíferos emiten un olor desagradable de sus glándulas anales, por ejemplo el pangolín y algunos miembros de las familias Mephitidae y Mustelidae incluyendo zorrinos y mustelas. Monotremas tienen espolones venenosos que usan como defensa,
Los loris perezosos (Primates: Nycticebus) producen venenos que parecen ser efectivos en alejar a los depredadores y también a los parásitos. También se ha demostrado que el mero contacto con los loris perezosos puede causar irritación en los serees humanos.